# Ishin Shishi
Ishin Shishi (維新志士 Ishin-shishi) es el término por el que se conoce a una serie de activistas políticos japoneses de finales del período Edo. El término «shishi» (志士) se traduce literalmente como «hombre de elevado propósito». Eran defensores de la monarquía centralista Meiji y se oponían al feudalismo del shogunato, lo que dio lugar a la Restauración Meiji y la creación del estado moderno japonés. Sus enemigos eran el Shinsengumi. 

## Historia
Entre las figuras históricas consideradas "Ishin Shishi" se cuentan daimyōs disidentes de las provincias de Chōshū, Satsuma, Tosa e Hizen, así como campesinos y samuráis con la misma ideología: la lucha por la abolición del poder feudal del shogunato Tokugawa y la restauración del poder central en Kioto encabezada por el emperador Meiji y la corte imperial, con lo cual pretendían unificar y fortalecer Japón en contra de las pretensiones de dominación de las potencias occidentales. Entre ellos destacan tres dirigentes, el llamado Ishin sanketsu (el triunvirato Ishin), cuyos integrantes eran Toshimichi Okubo, Saigō Takamori y Kogoro Katsura. El shogunato Tokugawa, sintiendo el peligro, creó en Kioto el Shinsengumi, fuerza policial de élite encargada de exterminar a todo aquel que estuviera involucrado con la Restauración Meiji (明治維新 Meiji ishin). 
Se produjeron muchas confrontaciones entre los Shinsengumi y los Ishin Shishi. El más destacado combatiente de la facción más radical fue Kawakami Gensai, uno de los llamados "Cuatro hitokiri del Bakumatsu" (幕末四大人斬り Bakumatsu Shidai Hitokiri) junto a  Kirino Toshiaki (también conocido  como Nakamura Hanjirō), Tanaka Shinbei, y Okada Izō. Estos eran conocidos samurais de élite que realizaban asesinatos selectivos, por ello se los llamaba hitokiri, palabra compuesta cuyos kanjis significan (人 hito) persona y (斬り kiri) cortar respectivamente.
- Datos: Q2279517